# Košarkaški klub Budućnost Podgorica 2020-2021
Questa voce raccoglie le informazioni riguardanti il Košarkaški klub Budućnost Podgorica nelle competizioni ufficiali della stagione 2020-2021.

## Stagione
La stagione 2020-2021 del Košarkaški klub Budućnost Podgorica è la 15ª nel massimo campionato montenegrino di pallacanestro, la Prva A Liga.

## Roster
Aggiornato al 1 gennaio 2025
| Budućnost VOLI Podgorica 2020-21 | Budućnost VOLI Podgorica 2020-21 |
| Giocatori                        | Staff tecnico                    |
| -------------------------------- | -------------------------------- |

| N. | Naz.                                           | Ruolo | Nome               | Anno | Alt.   | Peso   |  |
| -- | ---------------------------------------------- | ----- | ------------------ | ---- | ------ | ------ |  |
| 1  | Stati Uniti (bandiera) · Montenegro (bandiera) | P     | Justin Cobbs       | 1991 | 191 cm | 86 kg  |  |
| 2  | Montenegro (bandiera)                          | P     | Nikola Ivanović    | 1994 | 190 cm | 91 kg  |  |
| 3  | Canada (bandiera)                              | A     | Melvin Ejim        | 1991 | 201 cm | 100 kg |  |
| 4  | Montenegro (bandiera)                          | GA    | Suad Šehović (C)   | 1987 | 197 cm | 100 kg |  |
| 7  | Montenegro (bandiera)                          | AG    | Danilo Nikolić     | 1993 | 206 cm | 93 kg  |  |
| 8  | Serbia (bandiera)                              | C     | Dragan Apić        | 1995 | 206 cm | 105 kg |  |
| 9  | Serbia (bandiera)                              | AG    | Luka Mitrović      | 1993 | 205 cm | 102 kg |  |
| 11 | Italia (bandiera)                              | G     | Amedeo Della Valle | 1993 | 194 cm | 90 kg  |  |
| 13 | Montenegro (bandiera)                          | A     | Aleksa Ilić        | 1996 | 203 cm | 86 kg  |  |
| 19 | Montenegro (bandiera)                          | C     | Zoran Nikolić      | 1996 | 212 cm | 107 kg |  |
| 20 | Stati Uniti (bandiera)                         | G     | Rashad Vaughn      | 1996 | 198 cm | 95 kg  |  |
| 30 | Montenegro (bandiera)                          | PG    | Petar Popović      | 1996 | 195 cm | 87 kg  |  |
| 33 | Stati Uniti (bandiera)                         | C     | Willie Reed        | 1990 | 211 cm | 111 kg |  |
| 44 | Montenegro (bandiera)                          | PG    | Fedor Žugić        | 2003 | 196 cm | 85 kg  |  |

| Allenatore                                                                                                 |
| - Petar Mijović (fino al 27 gennaio) - Dejan Milojević (dal 28 gennaio)                                    |
| Assistente/i                                                                                               |
| - Srđan Flajs - Nikola Musić - Vlado Todorović Legenda - (C) Capitano - (IN) Inattivo - Infortunato Roster |

## Mercato

### Sessione estiva
| Acquisti | Acquisti      | Acquisti     | Acquisti   | Acquisti |
| R.a      | Nome          | da           | Modalità   |          |
| -------- | ------------- | ------------ | ---------- | -------- |
| G        | Rashad Vaughn | Igokea       | svincolato |          |
| A        | Melvin Ejim   | Málaga       | svincolato |          |
| C        | Dragan Apić   | Igokea       | svincolato |          |
| C        | Willie Reed   | S.L.C. Stars | svincolato |          |

| Cessioni | Cessioni        | Cessioni          | Cessioni       | Cessioni |
| R.       | Nome            | a                 | Modalità       |          |
| -------- | --------------- | ----------------- | -------------- | -------- |
| P        | Igor Drobnjak   | Studentski Centar | prestito       |          |
| G        | Scott Bamforth  | Le Mans           | fine contratto |          |
| G        | Sean Kilpatrick | Tofaş Bursa       | fine contratto |          |
| AP       | Luka Božić      | Free agent        | fine contratto |          |
| AG       | Milić Starovlah | Studentski Centar | fine contratto |          |
| AC       | Kim Tillie      | Ryukyu G. Kings   | fine contratto |          |
| C        | Hassan Martin   | Olympiakos        | fine contratto |          |
| C        | Mārtiņš Meiers  | Astana            | fine contratto |          |

### Dopo l'inizio della stagione
| Acquisti | Acquisti           | Acquisti       | Acquisti        | Acquisti   |
| R.       | Nome               | da             | Data            | Modalità   |
| -------- | ------------------ | -------------- | --------------- | ---------- |
| AG       | Luka Mitrović      | H. Gerusalemme | 21 ottobre 2020 | svincolato |
| G        | Amedeo Della Valle | Gran Canaria   | 23 ottobre 2020 | svincolato |

| Cessioni | Cessioni      | Cessioni   | Cessioni        | Cessioni    |
| R.       | Nome          | a          | Data            | Modalità    |
| -------- | ------------- | ---------- | --------------- | ----------- |
| G        | Rashad Vaughn | Free agent | 23 ottobre 2020 | rescissione |